# ماريا كورونا ناكامورا
ماريا ديل روسيو كورونا ناكامورا (بالإسبانية: María Corona Nakamura)‏ (3 فبراير 1964) سياسية مكسيكية وعضوة في الحزب الثوري المؤسساتي تشغل حاليا منصب نائب المجلس التشريعي الثاني عشر للكونغرس المكسيكي الذي يمثل ولاية خاليسكو.